# Conophytum depressum
Conophytum depressum är en isörtsväxtart. Conophytum depressum ingår i släktet Conophytum, och familjen isörtsväxter.

## Underarter
Arten delas in i följande underarter:
- C. d. depressum
- C. d. perdurans